# Who We Are
«Who We Are» —en español: «Quienes somos»— , es una canción con elementos del soft rock interpretada por la cantante estadounidense Jessica Simpson e incluida como tema principal del segundo reality show de Simpson, The Price Of Beauty. La canción fue compuesta por la propia cantante con la colaboración de Evan Bogart, Shari Short & Billy Corgan este último vocalista de los (The Smashing Pumpkins) y producida por Kerry Brown. Su letra se basa en la autoestima, Simpson refleja el tema del sobrepeso, problema que venía padeciendo desde enero de 2009, ella quiere decirle a todos que no importa como eres, lo verdaderamente importante es lo que siente en el corazón. Para marzo de 2010, Epic Records lanzó la canción como sencillo promocionar de reality show en varios países. «Who We Are» fue grabada en el estado de California, Estados Unidos, en solo dos semanas, este tema fue el primer sencillo de Simpson desde 2007, y el último lanzado por Epic Records. «Who We Are» contó con una recepción diversa por parte de los críticos. Debido a la falta de promoción tanto del sello discográfico como de la misma cantante, el sencillo no logró debutar en ninguna lista musical.

## Antecedentes

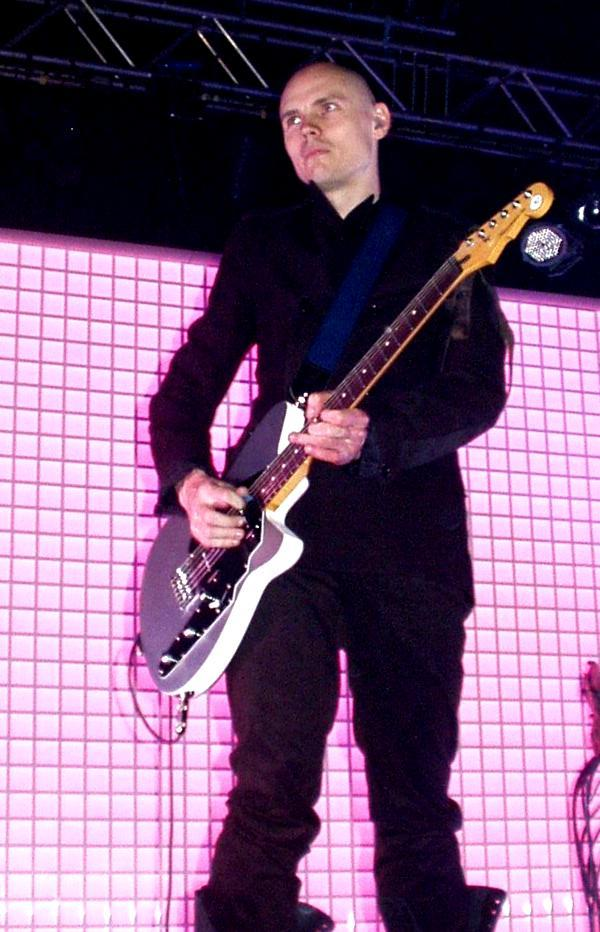
Billy Corgan, fue uno de los productores de la canción.

En enero de 2009, Jessica fue duramente criticada por la prensa americana, todo debido a una aparición sorpresa en un concierto de música country en Smith Park en Pembroke Pines, Florida. Simpson no había tenido una presentación pública hace un tiempo, por eso sorprendió a todos que apareciera de pronto con unos kilos de más. Esta críticas generaron gran molestia a Simpson, a los que ella respondió: 
"Por favor recuerden, no importa por lo que pasen en su vida, probablemente alguien la esté pasando peor, así que disfrútenla. Siento que en el mundo de hoy nos enfocamos en muchas cosas que no tienen sentido". Y añadió: "Gracias por su apoyo. Manténganse positivos y oren con fuerza. Los quiero mucho", aseguró la estrella.
En una entrevista que realizó Jessica, reveló que está escribiendo una canción con respecto a todo esto.
Who We Are, fue coescrita por Jessica, (Billy Corgan, vocalista de The Smashing Pumpkins), Shari Short, Evan Bogart y producida por Kerry Brown.
La canción tiene un toque roquero bastante suavizado para encajar con el estilo pop de la cantante, combinado con una letra bastante raise your self-esteem que invita a aceptarte tal como eres, con la repetitiva frase who we are, who we are?.
La letra de la canción describe cómo todo el mundo debería abrazar a sus defectos y errores, ya que esto es lo que nos define y nos hace únicos. Simpson anunció de Good Morning America que la letra de canción: "Tienes que ser tú por ti mismo. Porque tú eres como nadie." eran de su diario personal que grabó al mismo tiempo en sus viajes.

## Formato
| Descarga Digital |              |          |  |
| N.º              | Título       | Duración |  |
| 1.               | «Who We Are» | 3:19     |  |

## Créditos
| - Jessica Simpson — voz, composición - Kerry Brown — producción - Evan Bogart — composición | - Shari Short — composición, mezcla, sonido, programación - Billy Corgan — composición, masterización |

## Lanzamiento
Jessica se estrenó la canción durante una entrevista en On Air with Ryan Seacrest el 9 de marzo de 2010. También promovió la canción en I Heart Radio el 10 de marzo, durante una entrevista con la audiencia.
| País           | Fecha              | Formato | Sello discográfico |
| -------------- | ------------------ | ------- | ------------------ |
| Estados Unidos | 9 de marzo de 2010 | Radio   | Epic Records       |